# R134 OCEAN DeLIGHTS
『R134 OCEAN DeLIGHTS』（ルート134 オーシャン ディライツ）は、2003年7月23日、フォーライフミュージックエンタテイメント（FLME）から発売された杏里10作目のベスト・アルバム。

## 概要
- 杏里デビュー25周年を記念して制作された、ベスト・アルバム。
- リアレンジを施した楽曲（1〜12）と発表当時の音源の楽曲（13〜16）で構成。
- 角松敏生が『WAVE』以来18年ぶりに参加しており、新曲「Over the Wave〜波をこえて〜」を提供。角松自身も同年リリースのアルバム『Summer 4 Rhythm』にてセルフ・カバーしている。
- 寺井尚子が「Future for You」「オリビアを聴きながら」に演奏で参加。

## 収録曲
作詞：吉元由美／作曲：ANRI／編曲：小倉泰治（特記以外）
1. 砂浜
  - 作詞・作曲：かおる
2. 嘘ならやさしく
3. ラスト ラブ
  - 作詞：ANRI
4. 悲しみがとまらない
  - 作詞：康珍化　作曲：林哲司
5. ドルフィン・リング
  - 作詞：ANRI
6. All of You
7. SUMMER CANDLES
  - 編曲：Jochem van der Saag
8. Love Letters
9. Future for You featuring Naoko Terai
10. Over the Wave〜波をこえて〜 featuring Toshiki Kadomatsu
  - 作詞・作曲：角松敏生
  - 新曲
11. ONE -愛はふたりの言葉だから-
  - 編曲：Jochem van der Saag
12. オリビアを聴きながら featuring Naoko Terai
  - 作詞・作曲：尾崎亜美
13. CAT'S EYE
  - 作詞：三浦徳子　作曲：小田裕一郎　編曲：角松敏生
  - オリジナル音源
14. BOOGIE WOOGIE MAINLAND
  - オリジナル音源
15. 夏の月
  - 作詞：西尾佐栄子
  - オリジナル音源
16. 遠い夏のイマージュ
  - オリジナル音源